# 緊緻收斂
在數學上，緊緻收斂（英語：compact convergence）或是稱作緊緻集上的均勻收斂（英語：uniform convergence on compact set）是一種由均勻收斂的想法上推廣之後的收斂性質。這種收斂性質與緊緻開拓樸有相關。

## 定義
讓{\displaystyle (X,{\mathcal {T}})}是一個拓樸空間而且{\displaystyle (Y,d_{Y})}是一個賦距空間。一個函數列 {\displaystyle f_{n}:X\to Y}, {\displaystyle n\in \mathbb {N} } 被稱作緊緻收斂到函數{\displaystyle f:X\to Y} 如果說對所有在{\displaystyle X}的緊緻集合{\displaystyle K}
有 {\displaystyle f_{n}|_{K}\to f|_{K}} 均勻收斂。這也代表說對所有在{\displaystyle X}的緊緻集合{\displaystyle K}，有{\displaystyle \lim _{n\to \infty }\sup _{x\in K}d_{Y}\left(f_{n}(x),f(x)\right)=0.}

## 來源
- James, Munkres. . ISBN 978-0131816299.